# Euryopis weesei
Euryopis weesei är en spindelart som beskrevs av Claude Lévi 1963. Euryopis weesei ingår i släktet Euryopis och familjen klotspindlar. Inga underarter finns listade i Catalogue of Life.